# Errore di misurazione
L'incertezza di misura è il grado di indeterminazione con il quale si ottiene il valore di una grandezza o proprietà fisica attraverso la sua misurazione diretta o indiretta. Il risultato della misurazione non è, pertanto, un unico valore, bensì un insieme di valori derivati dalla misurazione (diretta o indiretta) della grandezza o proprietà fisica stessa.
Il termine incertezza di misura viene spesso utilizzato come sinonimo di errore di misurazione.

## Misura come risultato di un'interazione tra due fattori
Solitamente, nei testi scientifici nel parlare di errori di misura ci si riferisce principalmente allo strumento e alle tecniche impiegate. In questa sede si vuole sposare un approccio olistico che tiene conto tanto dello strumento quanto dell'osservatore. Già un filosofo di fine Ottocento, Franz Brentano, aveva parlato dell'impossibilità di separare l'atto del percepire dall'oggetto percepito. Più recentemente il fisico tedesco del '900 Werner Karl Heisenberg uno dei padri della meccanica quantistica, ha parlato del principio di indeterminazione, principio secondo il quale ad un determinato istante non è possibile conoscere la posizione esatta di una particella e la sua esatta velocità (principio di indeterminazione). L'operazione di misura è, dunque, sempre invasiva, introduce una perturbazione nel sistema che si vuole indagare, le variabili in gioco risultano sempre alterate a misurazione eseguita.
L'errore di misurazione può dipendere sia dallo strumento che dall'osservatore. Esistono due tipi di errori: errori casuali (o accidentali) ed errori sistematici. I primi agiscono tanto in eccesso quanto in difetto sul valore misurato mentre l'influenza dei secondi si manifesta in un unico verso, ovvero o sempre in eccesso o sempre in difetto.

## Errori sistematici
Gli errori sistematici possono essere dovuti a varie cause e possono dipendere dallo strumento di misura e/o dall'osservatore. Tipici errori sistematici sono:
- malfunzionamento dello strumento di misura (es. bilancia o cronometro tarati male o malfunzionanti)
- errore nel processo di misurazione
- mancanza di abilità o di conoscenza dello strumento da parte di chi effettua la misura
- volontarietà (eventuale tornaconto personale) da parte di chi effettua la misurazione

In generale, la presenza di errori sistematici rende inaccettabili i risultati delle misurazioni. Gli errori sistematici, inoltre, influenzano il risultato della misura sempre nello stesso senso (ovvero, o sempre in eccesso o sempre in difetto rispetto al valore atteso) e non possono, pertanto, essere compensati facendo la media di più misurazioni, così come avviene nel caso degli errori accidentali.
Gli errori sistematici possono essere sempre individuati (eseguendo un'accurata indagine critica del metodo impiegato e delle apparecchiature usate) e risulta così possibile apportare le opportune correzioni al risultato della misura o almeno individuare l'incertezza che accompagna il risultato della misura.

## Errori casuali (o accidentali)
Gli errori casuali (o accidentali) hanno un impatto minore rispetto agli errori sistematici nella determinazione del valore di una grandezza o proprietà fisica poiché, ripetendo la misurazione più volte e calcolando la media dei valori riscontrati (misura attendibile), il loro contributo generalmente diminuisce per una ragione probabilistica, in quanto la distribuzione di probabilità dei valori misurati tende ad avere un andamento coerente rispetto al valore atteso.
Oggi si preferisce sostituire al concetto di misura esatta quello di misura più probabile. Gli errori accidentali sono dovuti a cause (più in generale, concause) che, in linea di principio, si possono immaginare ma di cui non si possono prevedere gli effetti. In genere sono conseguenza dell'incertezza con cui sono poste determinate condizioni di misura che vengono invece considerate come se fossero attuate esattamente: per esempio piccole oscillazioni della temperatura ambiente, piccole variazioni della resistenza di contatto di morsetti o commutatori possono influenzare i risultati di una misura introducendo errori rispetto al valore vero della grandezza misurata.
Gli errori accidentali hanno la proprietà di essere variabili sia in valore che in segno e si individuano ripetendo una misura diverse volte con gli stessi strumenti e in condizioni che, per quanto sta nelle facoltà dell'operatore, possono essere ritenute costanti. L'eventuale discordanza dei risultati, supposto nullo ogni errore sistematico, sarà dovuta alla presenza di errori accidentali. 
La teoria degli errori accidentali viene svolta mediante la matematica probabilistica e la teoria degli errori.

## Determinazione dell'errore di misura
Nei casi più semplici, si può assumere come errore la sensibilità dello strumento di misura utilizzato, cioè il valore più piccolo che lo strumento può leggere. L'incertezza, nel caso di una singola misurazione, coincide con la sensibilità dello strumento di misura adottato.
Quando si effettua la misura di una grandezza fisica con una singola misurazione, il risultato può essere scritto associando alla grandezza l'incertezza, indicando l'errore percentuale, evidenziando gli estremi di variazione della misura con una doppia disuguaglianza in questo modo:
Esempio
m = 10,0 ±0,1 g
m = 10,0 g con errore dell'1%
9,9 g ≤ m ≤ 10,1 g
Se la grandezza è stata misurata poche volte, si assume come incertezza della misura il valore maggiore tra la sensibilità dello strumento di misura e l'errore assoluto, quest'ultimo pari alla semidifferenza fra il valore massimo e il valore minimo della serie di misure effettuate:
{\displaystyle E_{a}={\frac {(V_{max}-V_{min})}{2}}}
Per stabilire se una misura è più o meno precisa si calcolano altri 2 tipi di errore: l'errore relativo e l'errore percentuale.
L'errore relativo è il rapporto tra l'errore assoluto e il valore medio della misura:
{\displaystyle E_{r}={\frac {E_{a}}{V_{med}}}}
L'errore percentuale è l'errore relativo espresso in formato percentuale, cioè l'errore relativo moltiplicato per 100 e seguito dal simbolo %:
{\displaystyle E_{p}=(E_{r}\cdot 100)}%
L'errore relativo e l'errore percentuali sono adimensionali (quindi non vanno accompagnati da unità di misura), a differenza dell'errore assoluto, che può essere associato ad un'unità di misura (ma può essere anch'esso adimensionale).

## Errori di uno strumento
La norma UNI 4546 rappresentata in tabella, dà la definizione dei vari errori di uno strumento e altri concetti inerenti agli errori stessi:
| Termine                                                | Definizione |
| ------------------------------------------------------ | --- |
| Errore assoluto                                        | Differenza algebrica tra il valore rilevato della grandezza e il valore vero di essa. Come valore vero di una grandezza si intende quello ottenibile con un procedimento di misurazione il più perfetto possibile. |
| Errore assoluto medio                                  | Differenza algebrica tra la media di numerose misure della stessa grandezza ottenute utilizzando lo strumento nelle medesime condizioni, e il valore vero di essa. |
| Errore sistematico                                     | Errore provocato di volta in volta sempre dalla stessa causa e di valore e segno costanti. |
| Errore accidentale                                     | Errore provocato da cause occasionali, il cui singolo contributo non può venire stabilito a priori e agisce di volta in volta con diversa entità e segno. |
| Errore di parallasse                                   | Differenza tra la lettura effettuata nella direzione di osservazione e quella effettuata in direzione normale al quadrante, allorché esiste un distacco dell'indice dalla scala. |
| Errore di disturbo                                     | Alterazione del valore della grandezza, provocata dallo strumento, in determinate condizioni di impiego. |
| Errore di deriva                                       | Spostamento lento e progressivo della posizione di riposo dell'indice o della scala, se mobile, nel corso del tempo. |
| Errore di inversione                                   | Differenza, in valore assoluto, fra il valore rilevato con lo strumento allorché la posizione di equilibrio dell'indice viene raggiunta col crescere della grandezza e il valore rilevato col diminuire di essa. |
| Fedeltà                                                | Attitudine dello strumento a fornire misure poco disperse in molte misurazioni della stessa grandezza, effettuate successivamente in un breve intervallo di tempo e nelle medesime condizioni. È espressa per mezzo dello scarto tipo di ripetibilità o dell'errore limite di ripetibilità.                                                |
| Scarto tipo di ripetibilità {\displaystyle S_{R}}      | Media quadratica degli scarti n misure {\displaystyle X_{i}} della stessa grandezza, ottenute nelle medesime condizioni e in un breve intervallo di tempo, e il loro valore medio {\displaystyle {\overline {x}}} : {\displaystyle S_{R}={\sqrt {\frac {\sum _{i=1}^{n}(x_{i}-{\overline {x}})^{2}}{n-1}}}}                                |
| Errore limite di ripetibilità {\displaystyle S_{R}}    | Scarto che presenta il 95% di probabilità di non essere superato in numerose misurazioni della stessa grandezza, effettuate nelle medesime condizioni e in un breve intervallo di tempo, nella ipotesi di una distribuzione normale delle misure: {\displaystyle S'_{R}=2S_{R}}                                                            |
| Campo di ripetibilità {\displaystyle \varepsilon _{R}} | Differenza tra il valore massimo {\displaystyle v_{max}} e il valore minimo {\displaystyle v_{min}} ottenuti in n misurazioni della stessa grandezza effettuate successivamente in un breve intervallo di tempo. utilizzando lo strumento nelle medesime condizioni.                                                                       |
| Stabilità                                              | Attitudine dello strumento a fornire misure poco disperse in molte misurazioni della stessa grandezza, effettuate a intervalli di tempo lunghi rispetto alla durata di esse, utilizzando lo strumento nelle medesime condizioni. È espressa per mezzo dello scarto tipo di stabilità o dell'errore limite di stabilità.                    |
| Scarto tipo di stabilità {\displaystyle S_{S}}         | Media quadratica degli scarti tra n misure {\displaystyle x_{i}} della stessa grandezza, ottenute nelle medesime condizioni ma a intervalli di tempo lunghi rispetto alla durata di esse, e il loro valore medio {\displaystyle {\overline {x}}} : {\displaystyle S_{S}={\sqrt {\frac {\sum _{i=1}^{n}(x_{i}-{\overline {x}})^{2}}{n-1}}}} |
| Errore limite di stabilità {\displaystyle S'_{S}}      | Scarto che presenta il 95% di probabilità di non essere superato in numerose misurazioni della stessa grandezza, effettuate nelle medesime condizioni ma a intervalli di tempo lunghi rispetto alla durata di esse, nell'ipotesi di una distribuzione normale delle misure.                                                                |
| Campo di stabilità {\displaystyle \varepsilon _{S}}    | Differenza tra il valore massimo {\displaystyle v_{max}} e quello minimo {\displaystyle v_{mim}}. Ottenuti in molte misurazioni della stessa grandezza, effettuate a intervalli di tempo lunghi rispetto alla durata di esse, utilizzando lo strumento nelle medesime condizioni.                                                          |
| Errore relativo                                        | Rapporto adimensionale tra l'errore assoluto e il valore vero della grandezza misurata. Viene generalmente espresso in percentuale. |
| Precisione                                             | Grado di dispersione di dati rilevati individualmente rispetto al valore medio della serie cui appartengono, ovvero la loro varianza (o deviazione standard) rispetto alla media campionaria. È in ragione inversa dell'errore assoluto medio e può essere espresso dall'indice di classe.                                                 |
| Classe di precisione                                   | Categoria di strumenti che forniscono la misura con errore minore di un limite stabilito, quando ciascuno strumento sia utilizzato nelle condizioni specificate. |
| Incertezza                                             | Il valore maggiore tra la sensibilità dello strumento di misura e l'errore assoluto (caso di misure ripetute), nel caso di una singola misura l'incertezza coincide con la sensibilità dello strumento di misura adottato. |
| Indice di classe                                       | Simbolo che caratterizza la classe di precisione. |
| Taratura                                               | Procedimento per mezzo del quale si determina la relazione esistente fra i tratti della graduazione e i corrispondenti valori della grandezza che si misura |
| Verifica                                               | Procedimento di controllo, per determinare gli errori di uno strumento. |
| Correzione                                             | Quantità che bisogna aggiungere algebricamente al valore rilevato per ottenere il valore vero della grandezza misurata. |
| Grandezza di influenza                                 | Grandezza, diversa da quella da misurare, che influenza le indicazioni dello strumento. |
| Campo di utilizzazione                                 | Intervallo compreso tra i valori che ciascuna grandezza di influenza può assumere perché la misura sia ottenuta con l'assegnata precisione. |